# Ahmed al-Senussi

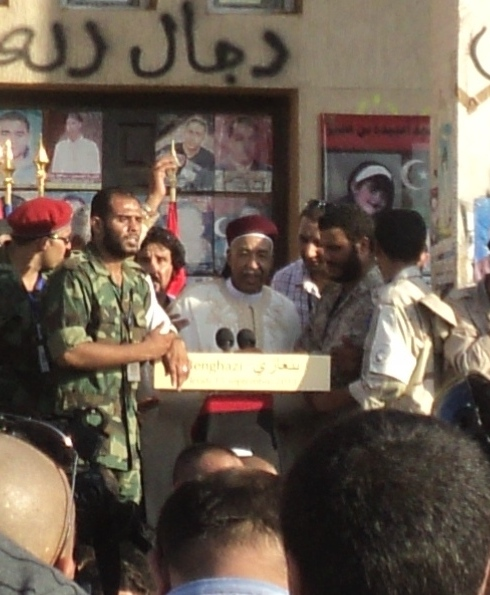
Ahmed al-Senussi

Ahmed al-Senussi (auch bekannt als Ahmed Al-Zubair Al-Senussi) (* 1933) ist ein libyscher Adeliger und Politiker. Nach dem Bürgerkrieg in Libyen (2011) hatte er einen Sitz im Nationalen Übergangsrat der Rebellen.

## Herkunft
Ahmed al-Senussi ist ein Verwandter von Idris I. und damit Mitglied der einstigen Königsfamilie Libyens.
Sein Großvater Ahmad asch-Scharif führte die Revolution gegen die Italiener und ritt im Ersten Weltkrieg gegen die Briten.

## Biografie
1961 heiratete Ahmed al-Senussi Fatilah, die während seiner Haft starb.
1970, ein Jahr nach Gaddafis Machtübernahme, plante er mit Offizieren, Beamten und Politikern einen Staatsstreich. Im August 1970 wurde Ahmed Al-Senussi verhaftet und zum Tode verurteilt. 1972 bis 1981 verbrachte Al-Senussi als Todeskandidat in Einzelhaft ohne Besuchsrecht. In den ersten zwei Jahren seiner Haft wurde er von Colonel Mufta Ahmed Rashid gefoltert und verlor dabei seine Zehen.
1981 kamen neben Major Omar El-Hariri auch andere Gefangene in seine Zelle; sie wurden wieder gefoltert. 1984 wurde Al-Senussi in das Abu-Salim-Gefängnis in Tripolis verlegt. 1988 wurde das Todesurteil in eine Gefängnisstrafe umgewandelt. Ahmed al-Senussi durfte wieder Besuch empfangen und erfuhr vom Tod seiner Frau. 2001 wurde Ahmed al-Senussi anlässlich des 32. Jubiläums von Gaddafis Machtergreifung begnadigt und freigelassen. Bei seiner Rückkehr nach Bengasi wurde er von Tausenden empfangen.
Nach dem Bürgerkrieg in Libyen 2011 hatte Ahmed al-Senussi einen Sitz im Übergangsrat der Rebellen und war dort Vertreter der politischen Gefangenen.
Das Europäische Parlament verlieh ihm zusammen mit anderen Aktivisten des Arabischen Frühlings den Sacharow-Preis 2011.